# Ендру Дејвис
Ендру Дејвис (енгл. Andrew Davis; рођен 21. новембра 1946. Чикаго, Илиној), амерички је филмски редитељ, сценариста и продуцент, познат по режирању акционих филмова попут Закон ћутања, Под опсадом, Бегунац, Пакет, Изнад закона итд.